# Лаванда стэхадская
Лава́нда стэха́дская (лат. Lavandula stoechas) — растение рода Лаванда из семейства Яснотковые.

## Ботаническое описание
Лаванда стэхадская — многолетний кустарник. Размер растения от 30 до 100 см в высоту и ширину.
Листья от 1 до 4 см длиной, сероватого цвета.
Цветки растения розовато-фиолетового цвета. Чашечка от 4 до 6 мм длиной. Лаванда стэхадская цветёт с марта по июнь.

## Подвиды
- Lavandula stoechas luisieri.
- Lavandula stoechas pedunculata.

## Распространение
Лаванда стэхадская распространена на юге Европы (Италия, Греция, Франция, Португалия, Испания) и на севере Африки (Алжир, Марокко, Тунис, Мадейра, Канары), на западе Азии (Кипр, Израиль, Ливия, Сирия, Турция). Занесена и натурализовалась в Австралии и Новой Зеландии.